# Sahaptische talen
De Sahaptische talen (Engels: Sahaptian/Sahaptianic/Sahaptin/Shahaptian) vormen een taalfamilie van twee indiaanse talen, gesproken door verschillende volken op het Columbia Plauteau in de Amerikaanse staten Washington, Oregon en Idaho.
De Sahaptische talen werden gesproken door diverse volken van het Plateau, waaronder Nez Percé, Klickitat, Yakama, Walla Walla, Umatilla en Tenino.
De familie bestaat uit de volgende talen:
- Nez Percé - 200 sprekers
- Sahaptin - 200 sprekers

Met Klamath-Modoc en Molala vormen de Sahaptische talen de Plateau-Penutische taalgroep. Het eerste voorstel om deze talen bij elkaar in een familie te plaatsen kwam van Edward Sapir, die de talen zag als tak van de Penutische talen. Sapir schaarde ook Cayuse onder de Plateau-Penutische talen. Er is echter te weinig van deze taal bekend om haar goed te kunnen indelen. De verwantschap tussen de Penutische talen is nog onzeker, maar de hypothese dat de Plateau-Penutische talen verwant zijn vindt onder specialisten veel steun.